# Halecium jaederholmi
Halecium jaederholmi is een hydroïdpoliep uit de familie Haleciidae. De poliep komt uit het geslacht Halecium. Halecium jaederholmi werd in 1972 voor het eerst wetenschappelijk beschreven door Vervoort. 